# (16846) 1997 XA10
(16846) 1997 XA10 est un astéroïde de la ceinture principale d'astéroïdes découvert en 1997.

## Description
(16846) 1997 XA10 a été découvert le 5 décembre 1997 à l'observatoire astronomique d'Ōizumi, situé à Ōizumi, dans la préfecture de Gunma, au Japon, par Takao Kobayashi.

### Caractéristiques orbitales
L'orbite de cet astéroïde est caractérisée par un demi-grand axe de 2,68 UA, un périhélie de 2,31 UA, une excentricité de 0,14 et une inclinaison de 3,10° par rapport à l'écliptique. Du fait de ces caractéristiques, à savoir un demi-grand axe compris entre 2 et 3,2 UA et un périhélie supérieur à 1,666 UA, il est classé, selon la JPL Small-Body Database, comme objet de la ceinture principale d'astéroïdes.

### Caractéristiques physiques
(16846) 1997 XA10 a une magnitude absolue (H) de 14,2 et un albédo estimé à 0,261.